# Правова система Сан-Марино
Правова система Сан-Марино — це система правових явищ, що функціонує в межах суспільства Найсвітлішої республіки Сан-Марино. 

## Загальна характеристика
Правову систему Сан-Марино можна віднести до романо-германської сім’ї, однак вона має специфічні особливості, які відрізняють її від інших держав цієї сім’ї.
В Сан-Марино немає Конституції. Її роль виконує перший том Статутів, які остаточно оформлені у 1600 р. у 6 книгах,  початково написані в 1295-1305 рр. та у 1317 р., велику кількість разів переглядалися до 1600 р. 
В Сан-Марино залишається в дії jus commune  - римське приватне право. Статути доповнюються звичаями та – субсидіарно – положеннями кодексу Юстиніана а також сучасними законами, наприклад: Про заставу 1854 р., Про векселі 1882 р., 1914 р., Про оренду власності міста 1950 р., 1966 р. та інші.
Трудове законодавство встановлює 36-годинний робочий тиждень для працівників державного апарату та 37,5-годинний день для інших робітників, а також дає право на страйк, на об’єднання у профспілки та інші основоположні права.
КК 1974 р. є основним джерелом для кримінально законодавства. Смертна кара на теперішній час заборонена, вона була скасована в перший раз у 1848 р., але потім, на період 1853-1858 рр. вводилася знову. Останній вирок був виконаний ще у XV ст., а саме у 1468 р. Діє КПК 1978 р., який регулює кримінальне судочинство. 

## Судова система та органи контролю
В судовій системі Сан-Марино діє специфічний судовий орган, який був заснований ще у XV ст. – Рада 12-ти, який є найвищою судовою інстанцією, а також розглядає адміністративні справи. Обирається на 6-річний строк з учасників Парламенту самим же Парламентом. 
Нижче за ієрархією в судовій системі йдуть 2 апеляційних судді (по одному на цивільні та кримінальні справи) а також судді першої інстанції. Також існують так звані примирливі судді, які розглядають незначні справи.
Громадяни Сан-Марино не мають права займати вищі судові посади. Пенітенціарна система залежить від Італії, яка утримує на своїй території заарештованих владою Сан-Марино.